# Глатка индијска видра
Глатка индијска видра (лат. Lutrogale perspicillata) је врста кунолике звери (Mustelidae) из потпородице видри.

## Распрострањење
Врста има станиште у Бангладешу, Брунеју, Бутану, Вијетнаму, Индонезији, Ираку, Камбоџи, Кини, Лаосу, Малезији, Мјанмару, Непалу, Пакистану и Тајланду.

## Станиште
Станишта ове врсте су копнена, морска, и слатководна подручја.

## Начин живота
Број младунаца које женка доноси на свет је обично 2-5.

## Угроженост
Ова врста се сматра рањивом у погледу угрожености врсте од изумирања.

### Популациони тренд
Популациони тренд је за ову врсту непознат.